# 特克蒂坦
特克蒂坦（西班牙語：Tectitán），是危地馬拉的城鎮，位於該國西北部，由韋韋特南戈省負責管轄，面積68平方公里，海拔高度1,743米，2002年人口7,189，人口密度每平方公里105.72人。